# Dichaetocoris coloradensis
Dichaetocoris coloradensis är en insektsart som beskrevs av Knight 1968. Dichaetocoris coloradensis ingår i släktet Dichaetocoris och familjen ängsskinnbaggar. Inga underarter finns listade i Catalogue of Life.